# Ель-Мадроньйо
Ель-Мадроньйо (ісп. El Madroño) — муніципалітет в Іспанії, у складі автономної спільноти Андалусія, у провінції Севілья. Населення — 350 осіб (2010).
Муніципалітет розташований на відстані близько 390 км на південний захід від Мадрида, 55 км на північний захід від Севільї.
На території муніципалітету розташовані такі населені пункти: (дані про населення за 2010 рік)
- Ель-Аламо: 59 осіб
- Хуан-Антон: 39 осіб
- Хуан-Гальєго: 17 осіб
- Ель-Мадроньйо: 198 осіб
- Вільяргордо: 37 осіб

## Демографія
Динаміка населення (INE ):

## Галерея зображень

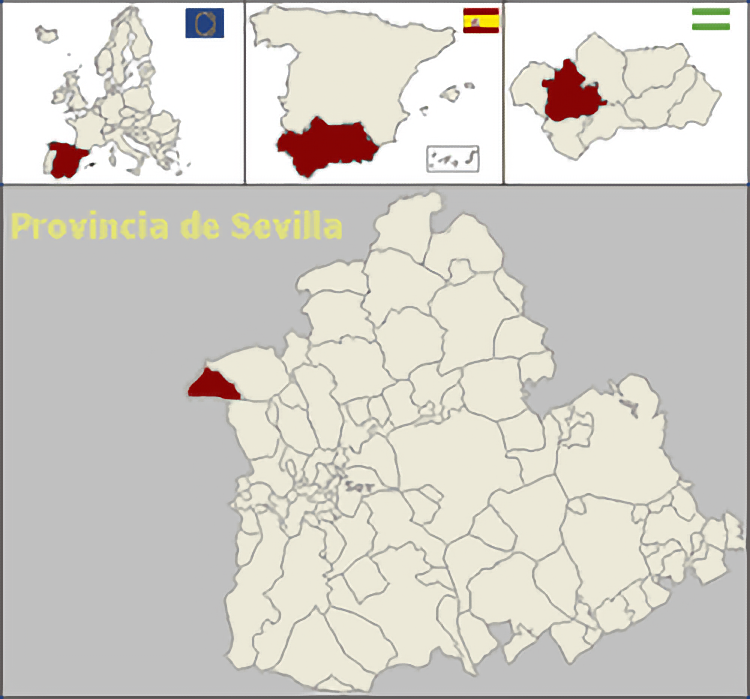
Розташування муніципалітету Ель-Мадроньйо у провінції Севілья